# 五葉マツ類発疹さび病
五葉マツ類発疹さび病（ごようマツるいほっしんさびびょう、英名：white pine blister rust）は、マツ属（学名：Pinus）の樹木に発生する感染症である。病原菌はシベリアなどのアジア地域原産と見られ、抵抗性のないアメリカ大陸の五針葉マツ類に対して枯死を伴う激害をもたらしている。同じくアメリカで猛威をふるうクリ胴枯病、ニレ立枯病と共に世界の三大樹木病害に数えられている。

## マツの分類と五葉マツ
マツの分類は葉の数が五葉のものと二あるいは三葉のものに大きく分けられ、交雑も出来ないレベルで離れていることが知られている。我々の身近なマツで言えば、たとえばアカマツやクロマツは二葉、ゴヨウマツやチョウセンゴヨウは五葉である。両者には葉の数以外にも維管束の数や球果の形や硬さ、種子の翼の構造などに様々な違いが見られる。そこで、マツ属はPinus,  Strobus, 2つのグループ（亜属単位）に大きく分けられるというのが、最近のマツの分類学の考え方の主流である。
また、五葉のマツはStrobus亜属の全ての種とPinus亜属にみられるが、一般に、分類学的に「五葉のマツ類」というと特に日本ではStrobus亜属、もしくはそれに含まれる種を指していることが多い。そしてまた、日本産の五葉のマツはいずれもStrobus亜属に含まれる。Pinus亜属で五葉のものはごく少数でメキシコを中心に数種が分布する。なお、この病気は主にStrobus亜属の種に発生する。

## 病名
病名の和名、「五葉マツ類発疹さび病」という名前は英名white pine blister rust（白いマツの発疹のある銹病）というを若干意訳したものである。White pine（白いマツ）はStrobus亜属の白っぽい木材の特徴に基づいており、アメリカではこの亜属（前述の通り針葉は五葉）の一般的総称として使われる。感受性が高く現地で代表的な林業樹種、日本でも多く導入されたストローブマツ（Pinus strobus）に因みストローブマツ発疹さび病の表記も一部に見られる、が、ストローブマツだけに特異的に発生する病気でというわけではない。

## 症状
最初の変化は葉に生じる不明瞭なオレンジ色斑点である。続いて、その変色した葉の近くの若枝が紡錘形に腫れあがり瘤が形成される。瘤が成長するとその部分より先の枝は死に、そこに付いていた葉は赤く変色して枯れる。瘤が出来てから1-3年後の晩春から初夏に瘤の周りの樹皮が発疹状に多数隆起し、やがて小さなオレンジ色の発疹模様が多数見られる。これが病名に含まれる発疹（blister）の由来である。この発疹は病原菌の柄子殻と呼ばれる構造物であり、内部には胞子（柄胞子という）を蓄えている。抵抗性種は枝枯だけで済むが、感受性の種は若枝だけでなく幹も侵されやがて枯死する。

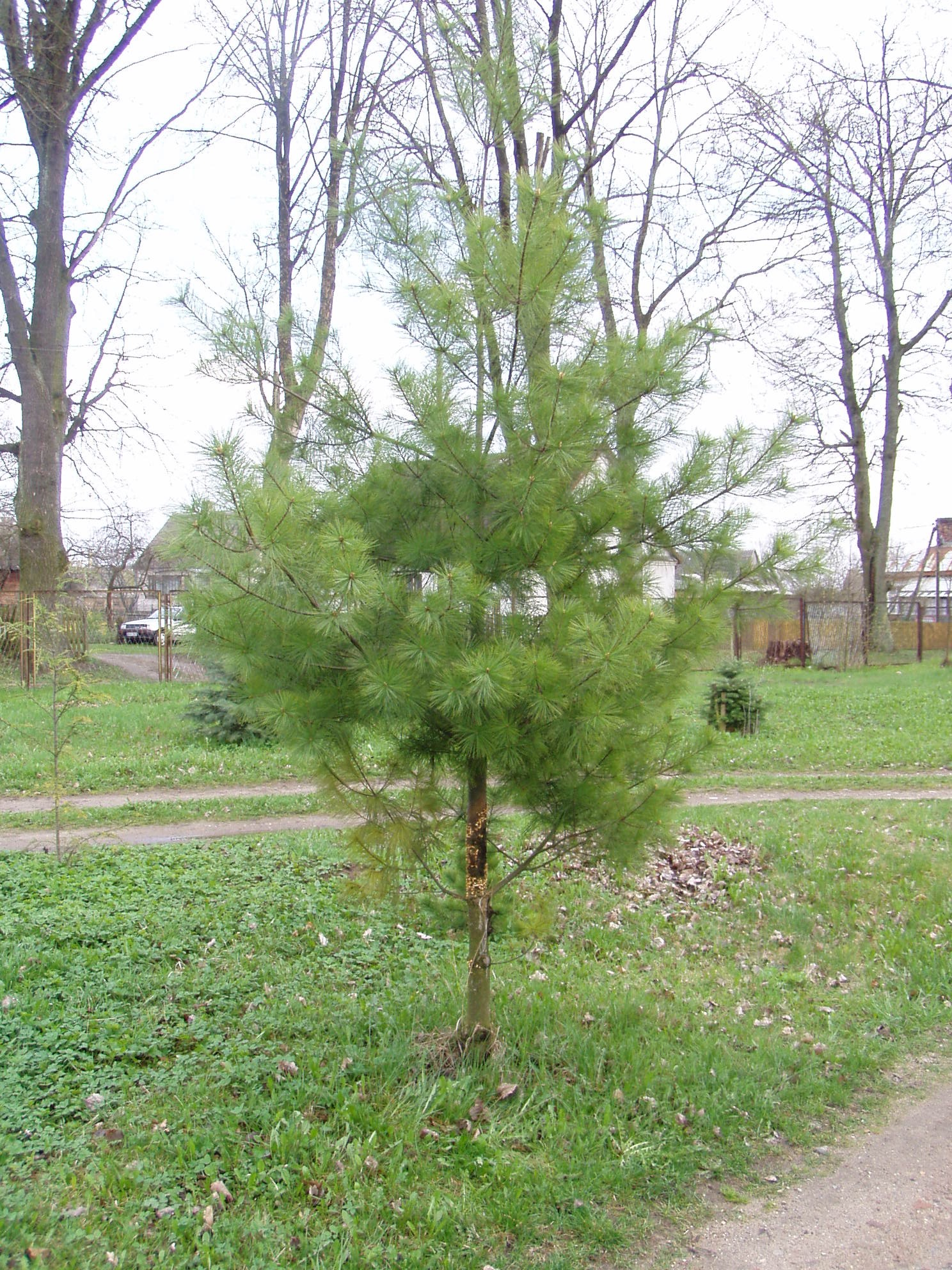
罹病苗木。幹の下部に病変部が見える
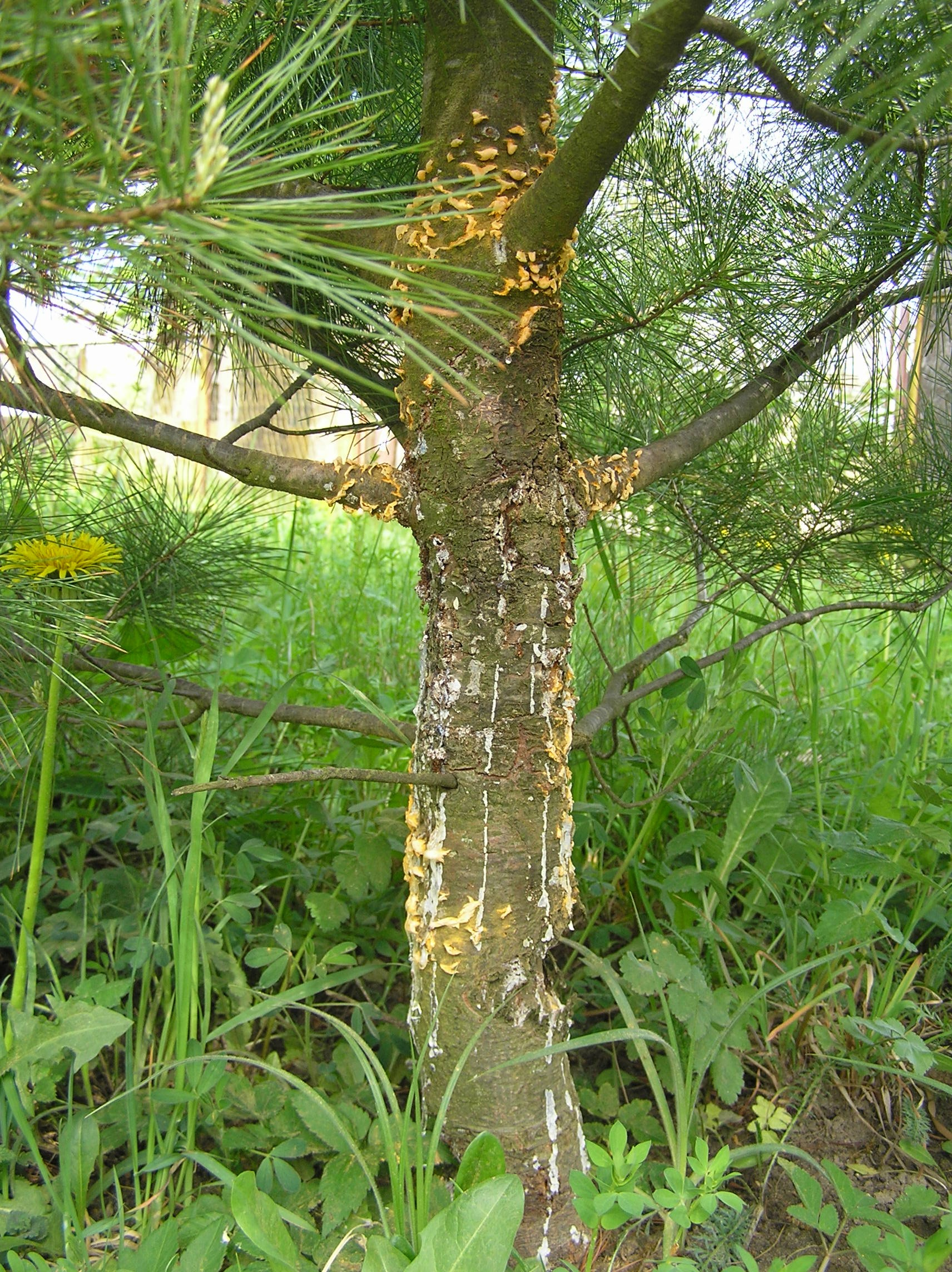
病変部は松脂を多量に分泌し白い筋になる
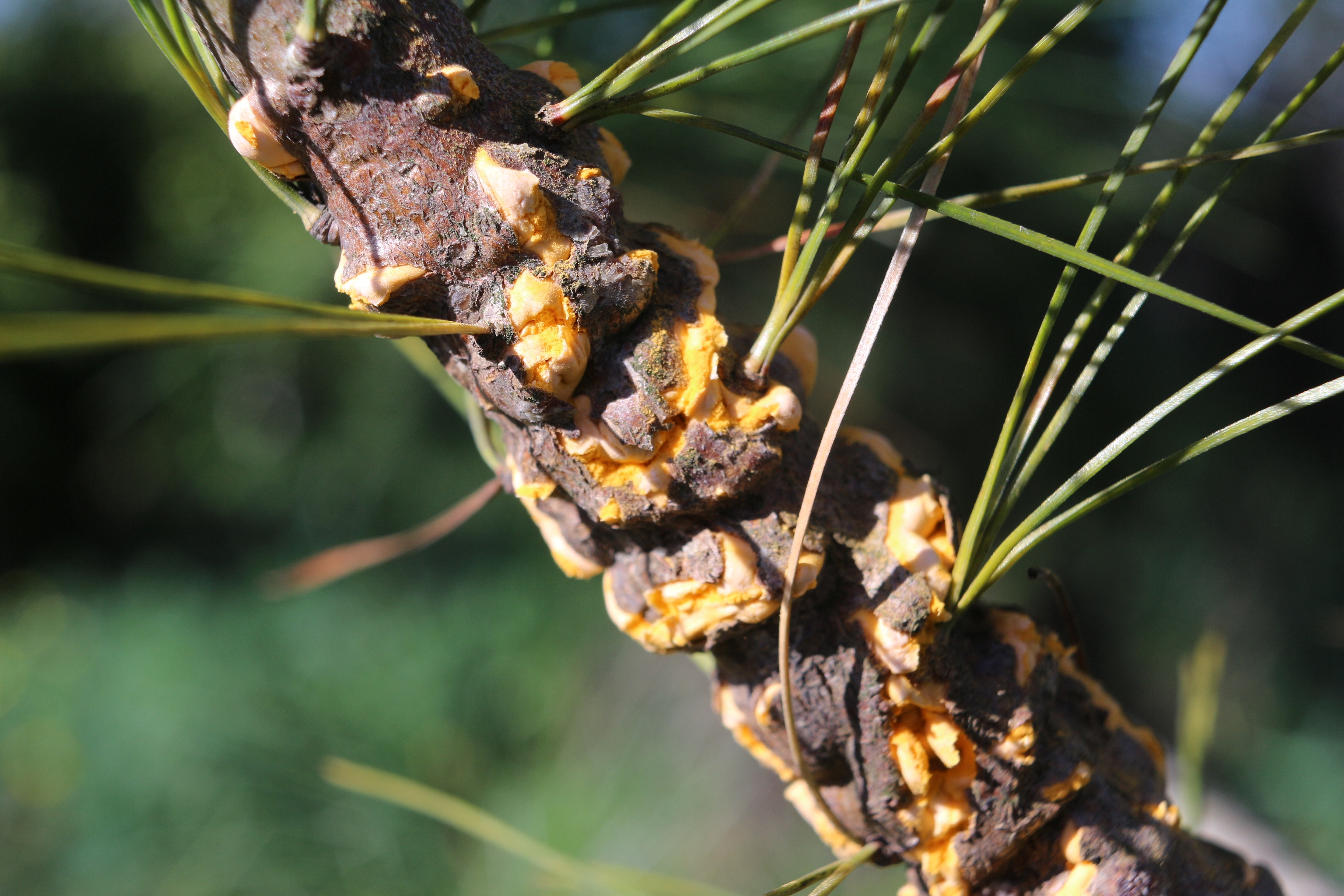
若枝に形成された病原菌柄子殻
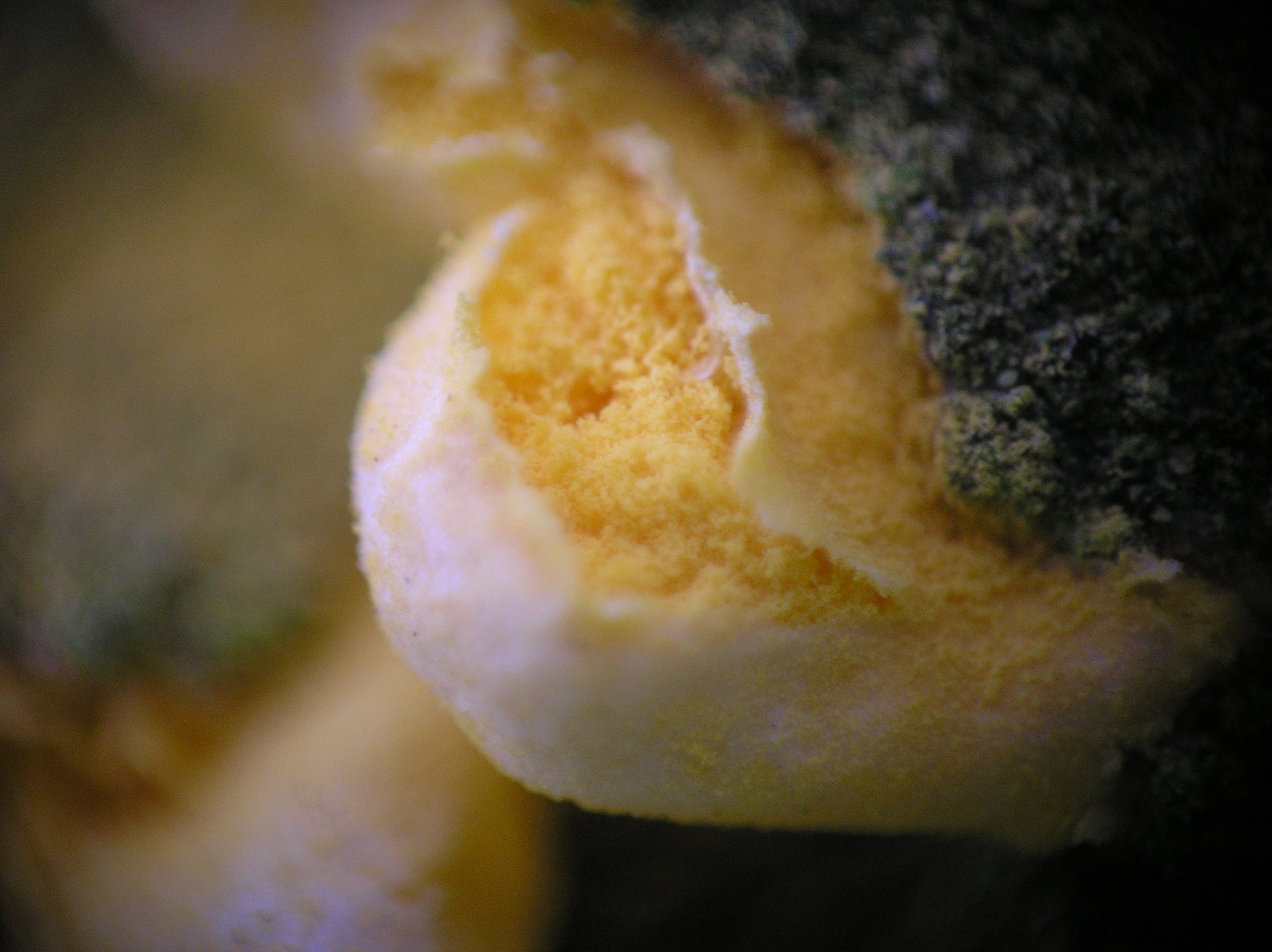
病原菌胞子が飛び出す所

## 原因

### サビキン
Cronartium ribicola というサビキンの一種の感染による。サビキンの仲間は非常の多くの種が知られ、植物に病気をもたらすものも多い。サビキンという名は英名rust fungus（錆の菌）の直訳で、漢字では銹菌（錆菌）などと表記する。確かに黄色っぽい子実体が植物の葉に形成された所などはその部分が錆びているように見える。
病原菌が最初に感染するのは葉であり、病徴もここに最初に表れる。菌は葉から枝に移動し最終的に瘤が生きている組織を圧迫し病変部より先を枯死させる。
この種は他の多くのサビキンと同じくその生活環を全うする上で複数の植物に寄生する必要がある（異種寄生性）。この種の場合はスグリ属（Ribes）、日本での研究ではこれに加えてシオガマギク属（Pedicularis）という草本植物の葉で過ごすことが分かっている。種小名ribicola はこれに由来し「Ribesに住む」の意味。マツの枝や幹に生じた胞子（柄胞子）はこれら中間宿主に感染する。その葉の上で増殖したサビキンは再び胞子を飛ばし（夏胞子・冬胞子と呼ばれる）、マツの葉への感染を繰り返す。

### 類縁の病原菌
本病原菌以外にもCronatrium 属菌はマツ類の枝や幹に瘤を形成し、成長阻害や枯死・材質低下などをもたらすものが多く、造林上の害菌と見なされるものが多い。代表的なものにCronatirium quercumやC. fusiformがある。前者は日本ではPinus亜属のアカマツやクロマツ、後者はアメリカ南部の同亜属のテーダマツやスラッシュマツの幹に瘤を形成する。この病気はマツこぶ病（後者はfusiform rust病（和名未定）として分けることも多い）などと呼ばれ造林上の大きな障害となる。なお、近年日本産菌はアメリカ産種とは別種とされC. orientale の名前が与えられているようである。日本産、アメリカ産共に中間宿主はコナラ属（Quercus）樹木の葉である。
Strobus亜属の菌としては、中間宿主を必要とせずにマツからマツへと感染して、同様の被害をもたらす近縁種が北日本に存在することが確認されており、Endocratium 属に入れられている。感染率はC. ribicolaより高いという報告もある。

### 中間宿主
このサビキンの中間宿主に前述のようになるのはスグリ属とシオガマギク属植物が関与することが知られている。中間宿主の抵抗性についても様々である。これらの植物ではマツと違い枯死には至らぬが、感染・発病への抵抗性には違いが見られる。アメリカのスグリで特に弱いのはRibes bracteosum （東部に分布）とR. visscossimum （西部に分布）だという。  

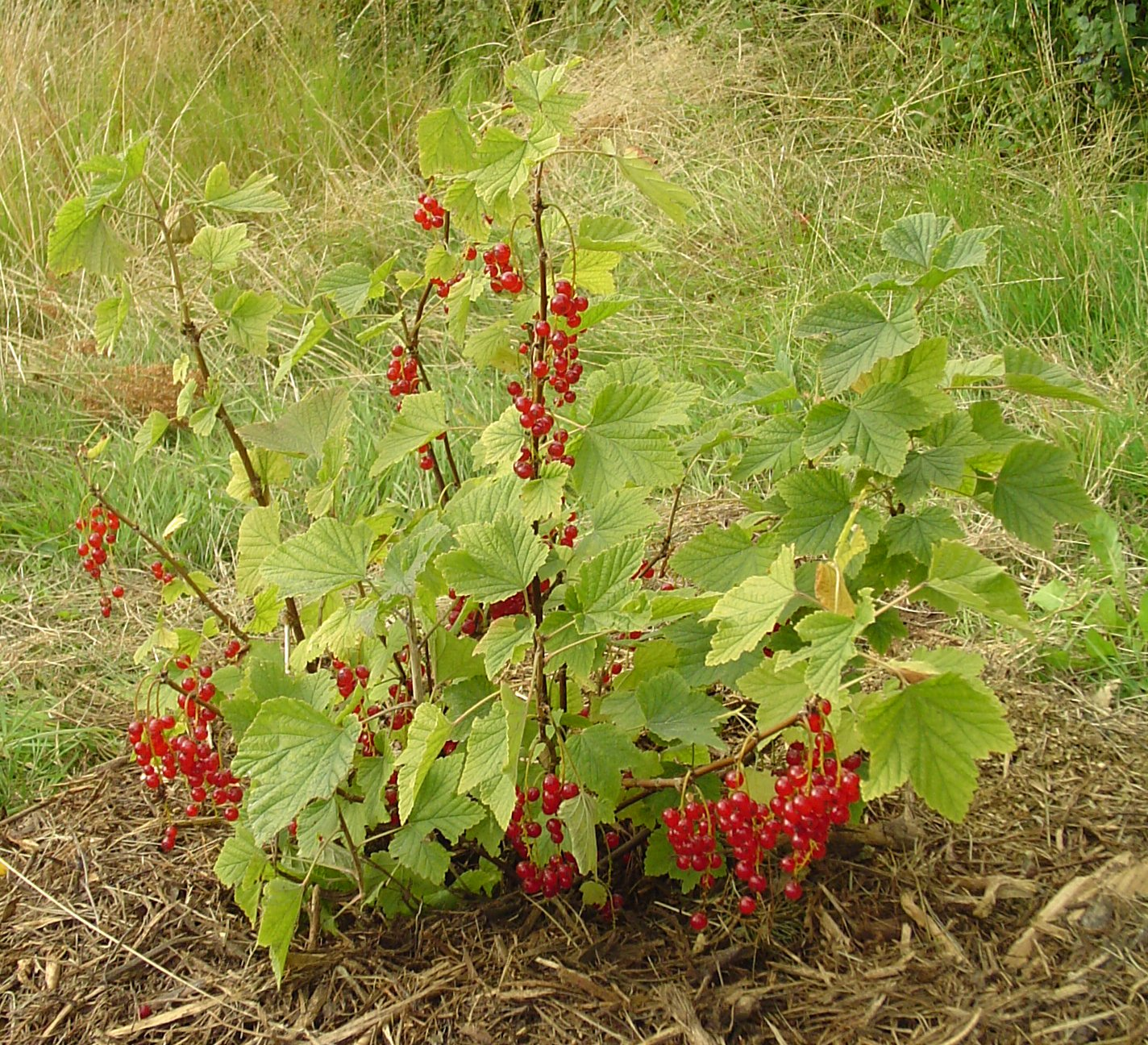
スグリの一種Ribes rubra
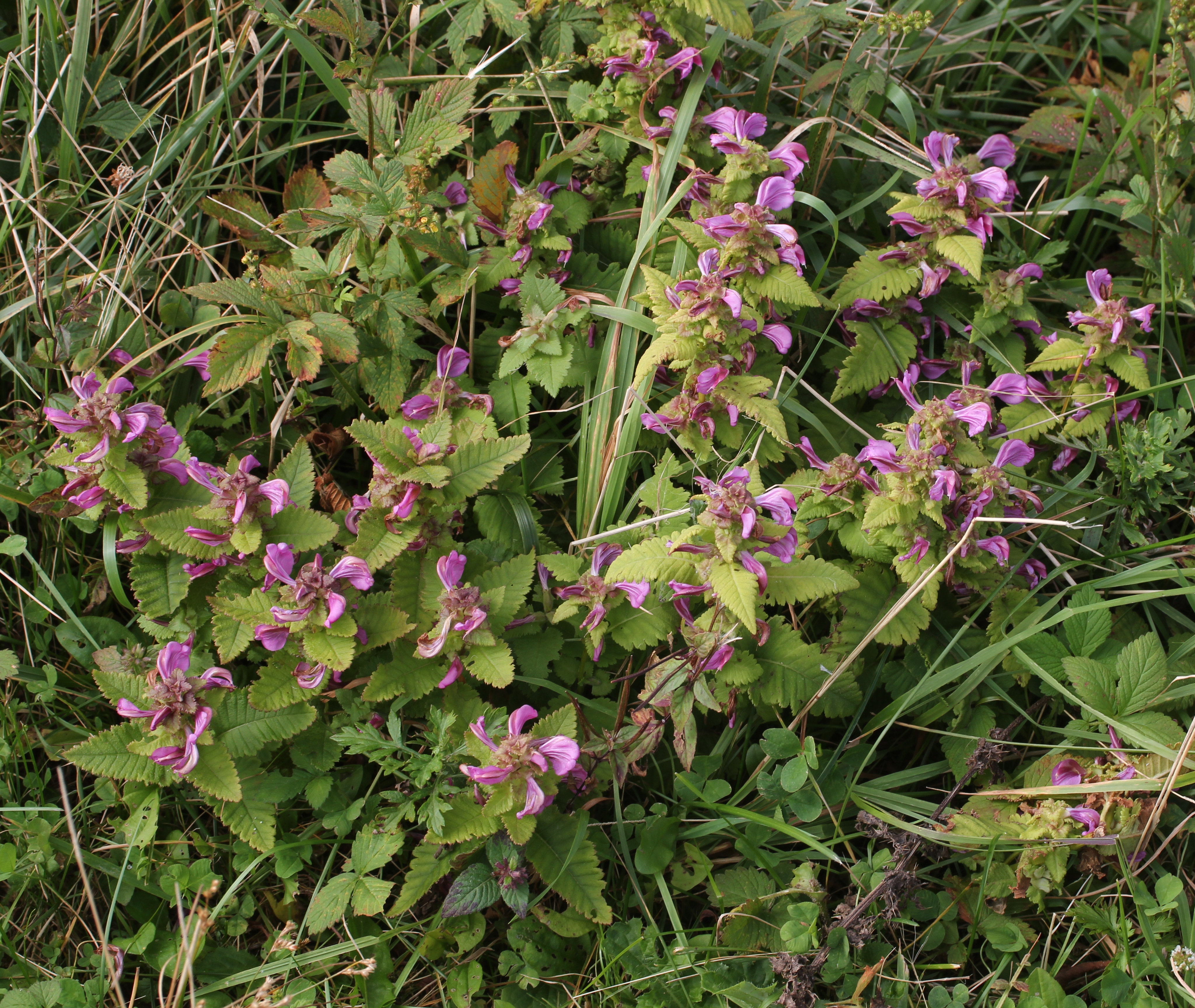
シオガマギクの一種Pedicularis resupinata
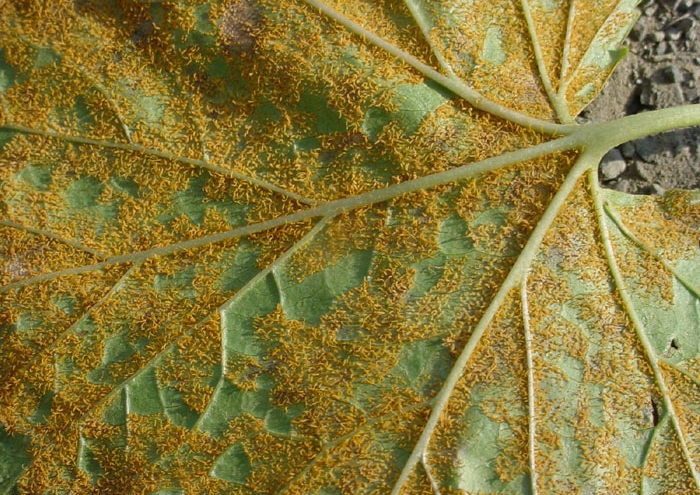
スグリの葉に形成されたサビキン胞子

## 発病要因

### マツの種類と感受性
一般にシベリア、ヨーロッパに分布する種は抵抗性がある。日本においてもハイマツで普通に見られる病気であるが、概ね枝を侵し枯らすレベルでしかない。これに対してアメリカ産種は感受性が強く、枝だけでなく幹も侵されて導水障害を起こし個体の枯死にいたる。抵抗性種では周皮の形成などの抵抗反応が起きるが、感受性種では特に反応が鈍いという。
たとえば、Strobus亜属に属するPinus aristata が感染・発病していることが2004年に報告された。この種はアメリカ西部の乾燥した山岳地帯でゆっくり成長し、樹齢2500年のものも確認されている長寿の樹木である。アメリカにはこの種に極めて近いPinus longaevaという種も存在し、こちらは年輪解析の結果5000年近く生きている個体もいることが判明している。これは現在知られている中では単一個体としては世界最長寿の樹木であり、病気の蔓延による個体数の減少が心配されている。

## 対策

### 枝打ち
病変部は葉から細い枝、太い幹と拡大して行く。細い枝先にさび胞子の形成が見られた時には剪定により罹病枝を除去することで病気の拡大を防ぐことが出来ると言う。ただし、太い幹が侵された場合は手遅れであり対策は無い。苗木の場合は比較的下の方の枝から侵されることが多いと言い、枝打ちは無節の高付加価値材の生産も含めて有用である。

### 中間宿主の除去
アメリカで蔓延している種はマツからマツへと感染を広げていくことはできず、必ず中間宿主を経由しなければいけないことが知られている。この性質を利用し、中間宿主の除去によって感染拡大を防ぐというものである。中間宿主となるスグリ類は実をジャムなどに加工して食べることも出来る有用植物であるが、州によっては栽培自体を禁止している。
この方法は理論上優れているが、現実的には少しでも根を残すとそこから生えてきたり、除去地域以外で実を食べた鳥が除去地で糞をしてそこから生えてくるというパターンも多くうまくはいかないようである。

## 歴史
以下、佐保（1965）、千葉（1975）を中心に種名などを改訂してまとめた。
アメリカ大陸は1492年コロンブスによって発見され、ヨーロッパ各国は植民地化に動いた。特にヨーロッパ側に近いアメリカ東海岸はイギリス、オランダ、スウェーデンなどが支配下に置きよく開発された。アメリカ北東部に広く分布するストローブマツは最大樹高60mに達する巨大種で林業用樹種として優秀である。これらの種は木材として、栽培するために種や苗木などの形でヨーロッパへと持ち込まれ広く造林された。これが大体18世紀の初め、西暦で言うと1700年代前半と言われる。
この病原菌は元々シベリアやヨーロッパアルプスにいた種とされ、宿主はアルプス地域産のPinus cembraやシベリア産のP. sibiricaなど（両者は共にStrobus亜属の五葉マツでしかもその中でもかなり近い種類と言われている）ではないかと見られている。この病原菌、特に強毒性と言われるシベリア系統は次第に分布を西に広げ1860年代にはバルチック海に到達。その後この地域に広く植えられていたストローブマツに壊滅的な被害を出しながら爆発的に増殖し、30年程度でヨーロッパを制圧した。
時を同じくしてアメリカでは優良大径木を粗方伐採し尽くし、新しい苗木の植栽などによって森林を更新していかなければならない時期になった。この際、病気の汚染地域であるヨーロッパから苗木を輸入したために、罹病苗が紛れ込みアメリカに持ち込まれたと考えられている。感受性のマツに中間宿主であるスグリ類も豊富なアメリカでは病気は瞬く間に広がった。1912年、病気の蔓延に慌てた政府は輸入禁止と植物検疫が義務付けたが既に手遅れであった。アメリカ大陸東部に分布する五葉マツはストローブマツだけであり、西部に分布する各種の五葉マツとは分布が重なっていない。しかし、この病気は人の手によってアメリカ大陸西部にも持ち込まれ、西部の各種五葉マツ類にも激害を出すこととなった。
なお、アメリカではほぼ同じころクリ胴枯病、少し遅れて1930年頃にはニレ立枯病も侵入しており、本病も含めて各々大きな被害を今も出し続けている。

### 世界の樹木三大（四大）病害
- クリ胴枯病 - アジア産の病原菌が欧米、特にアメリカ産のクリに壊滅的被害を与えている病気
- ニレ立枯病 - アジア産の病原菌がヨーロッパ・アメリカ産のニレに壊滅的被害を与えている病気
- 五葉マツ類発疹さび病 - 本項で解説
- マツ材線虫病 - アメリカ産の病原線虫がアジア・ヨーロッパのマツに壊滅的被害を与えている病気。

### 生物
- マツ属 - 形態・生態・世界のマツ属一覧
- サビキン

### 類似する病気
- マツこぶ病に関する研究同属菌が引き起こす日本のマツの病気について
- Fusiform Rust of Southern Pines―FIDL 同属菌が引き起こすテーダマツ等の重要病害について